# Wuthering Heights (singolo)
Wuthering Heights è il primo singolo della cantante britannica Kate Bush contenuto nell'album di debutto del 1978 The Kick Inside; è stata nuovamente registrata dall'artista otto anni dopo per la compilation The Whole Story. La canzone ha raggiunto il primo posto nelle classifiche di quasi tutto il mondo, Italia compresa.

## Descrizione
Il disco singolo con il brano per il lancio del long playing - le cui sessioni di registrazione erano iniziate nell'estate 1977 - fu pubblicato il 20 gennaio 1978 dalla casa discografica EMI. Sul lato B è contenuta la canzone Kite (in lingua inglese il termine significa aquilone, e un aquilone è appunto raffigurato sulla copertina del 45 giri).
Bush ha scritto questa canzone all'età di diciotto anni dopo aver assistito alla riduzione cinematografica del 1970 - Cime tempestose (Wuthering Heights), diretto da Robert Fuest - del romanzo omonimo scritto da Emily Brontë e pubblicato nel 1847.
Colpita in particolare dalle sequenze finali della pellicola, la cantante decise di leggere il romanzo, scoprendo che aveva in comune con l'autrice del libro il giorno di nascita, il 30 luglio ed il nome Catherine con la protagonista della storia. Successivamente, la stessa Kate Bush ha raccontato di aver composto il brano, destinato a far parte del suo album d'esordio, durante poche ore notturne, trascorse osservando la luna da una finestra della propria camera in cerca di ispirazione.

## Il testo

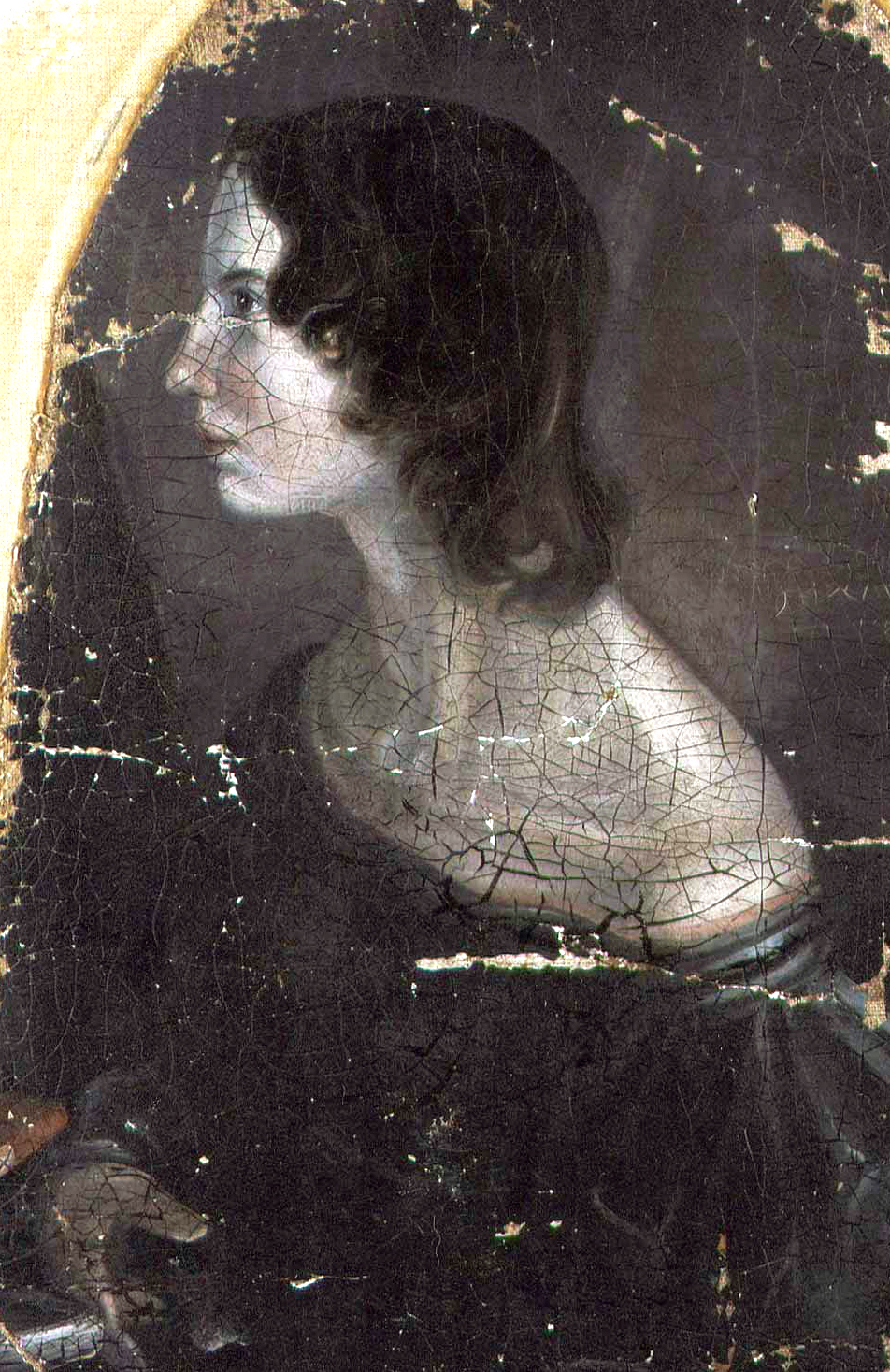
La scrittrice Emily Brontë: al suo romanzo Cime tempestose si ispira la canzone Wuthering Heights

Il testo si ispira in maniera dichiarata alle riflessioni amorose e ai sentimenti di Catherine "Cathy" Earnshaw, il principale personaggio femminile del romanzo, tanto da riprenderne i passaggi essenziali, sia nella parte corale in versi (Let me in! I'm so cold!) che in quella strettamente in prosa, come quando Cathy confessa alla domestica di aver avuto incubi notturni (Bad dreams in the night). La canzone parla dell'amore travagliato di Heathcliff e Catherine. Wuthering Heights (la proprietà appartenente a Heathcliff) si trova nelle vicinanze di un'altra tenuta, Thrushcross Grange.
Catherine si ammala e muore durante il parto di una bambina, chiamata con il suo stesso nome, ma soprannominata Cathy per distinguerla dalla madre. Prima di morire però Catherine e Heathcliff riescono finalmente a dichiararsi il loro amore infinito ed eterno. Quindici o sedici anni dopo Cathy visita casualmente Wuthering Heights dove si stabilisce e vive una serie di avventure amorose che vedono diversi personaggi. Il romanzo si conclude con Heathcliff che muore. La superstizione locale dirà che Heathcliff e Catherine, finalmente liberi di amarsi, da allora vagano per la brughiera tenendosi per mano.

## La musica

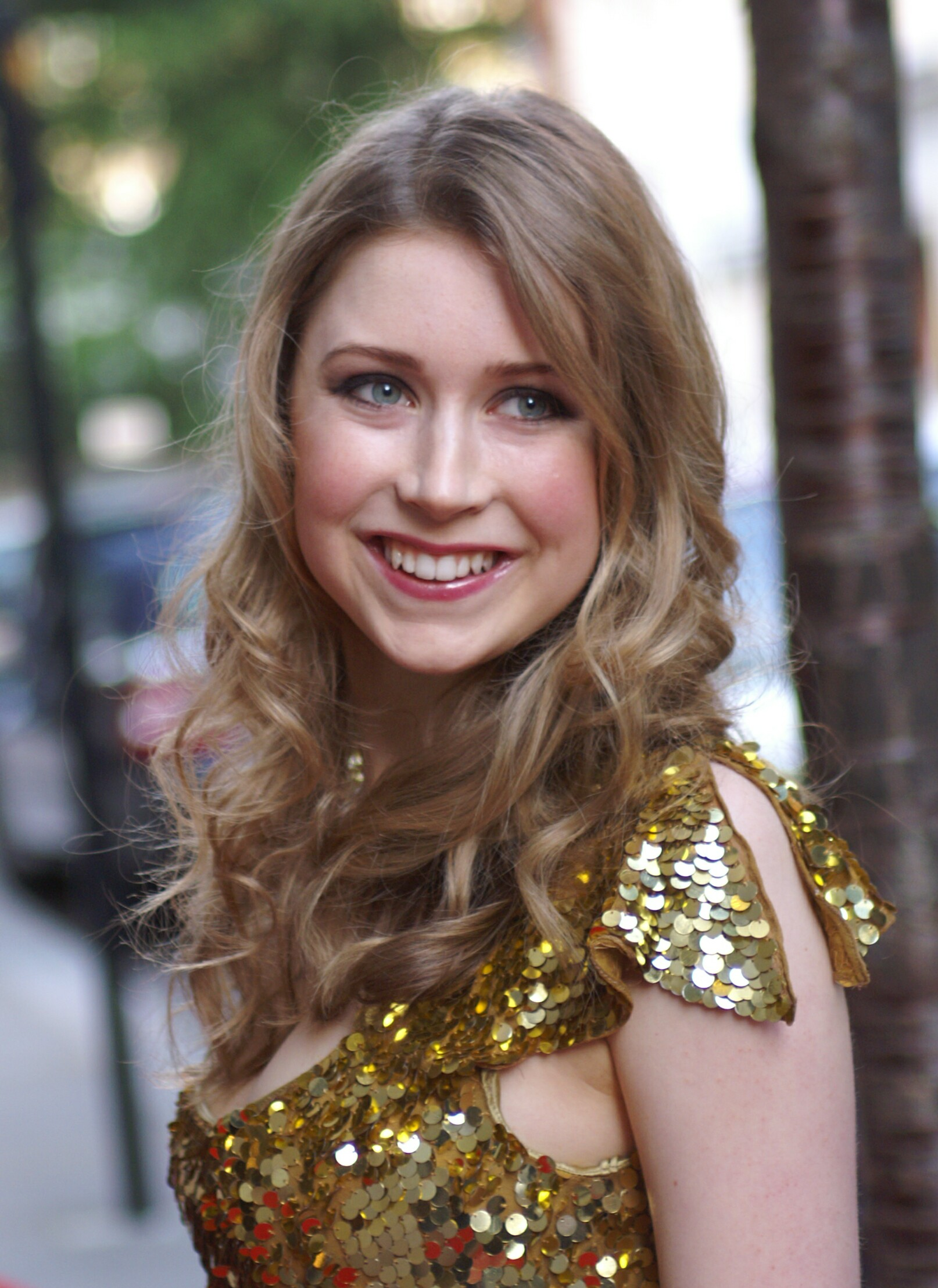
La cantante Hayley Westenra, che ha ripreso Wuthering Heights per il suo album del 2003 Pure

Il brano, in modo lidio, sviluppato su un ritmo di ballata pop con sfumature rock,  col ritornello in tempo composto 5/4 + 4/4 + 3/4, si conclude con un assolo di chitarra eseguito da Ian Bairnson (componente del gruppo musicale di Alan Parsons), mixato in maniera piuttosto discreta, non prominente. Il produttore Jon Kelly successivamente dichiarò di essersi pentito di non aver mixato il solo con un volume più alto.

## Video musicali
Per lanciare il brano sono stati prodotti due videoclip. Il primo vede la cantante ballare in uno studio scuro, vestita di un abito bianco come a ricordare il fantasma di Catherine (l'eroina del romanzo), ed è caratterizzato da articolate coreografie ed effetti speciali (sdoppiamento delle immagini, fotogrammi simmetrici, effetti ralenti); tutto questo in montaggio su pellicola, con la selezione di diversi girati e immessi quindi in post-produzione. Nel secondo videoclip la cantante danza su un prato, in una foresta, vestita con un abito rosso; la coreografia è simile a quella del primo video ma non compaiono effetti speciali.

## Tracce
1. Wuthering Heights – 4:26
2. Kite – 2:57

## Successo commerciale
All'epoca della pubblicazione di Wuthering Heights, la Bush aveva già composto più di un centinaio di canzoni e scelto quelle che dovevano essere incluse nel suo primo disco LP. La scelta della EMI per il lancio della cantante cadde sul brano James and the Cold Gun, ma Kate pretese che fosse proprio la canzone ispirata al romanzo della Brontë ad inaugurare la sua fortunata carriera.
La canzone si posizionò ben presto al primo posto nelle classifiche di vendita, restando per quattro settimane in vetta alla Official Singles Chart e garantendo alla cantante la notorietà, come prima donna ad aver composto ed eseguito un brano giunto al primo posto nella classifica britannica. In Italia il brano ebbe un notevole successo, tanto da scalare il primo posto della hit parade e aggiudicarsi la vittoria al Festivalbar di quell'anno. Il 45 giri si piazzò al 3º posto della classifica dei singoli più venduti del 1978.
Analogamente, il brano scalò le prime posizioni nelle top ten di Australia, Irlanda e Nuova Zelanda, al tempo guidate dai Blondie di Debbie Harry con la canzone Denis. Successivamente, lasciò il posto a Matchstalk Men and Matchstalk Cats and Dogs del duo britannico Brian and Michael. Un anno dopo, per premiarla del successo ottenuto (ed anche un po' per averla mal giudicata per la sua ostinazione), la EMI premiò la cantante regalandole un pianoforte Steinway & Sons.
In altri paesi furono proposte altre canzoni di debutto per saggiare le capacità di vendita dell'autrice con ottimi risultati, come nel caso del Giappone, dove il singolo di lancio fu Moving.

## Classifiche

### Classifiche settimanali
| Classifica (1978) | Posizione massima |
| ----------------- | ----------------- |
| Australia         | 1                 |
| Austria           | 17                |
| Belgio (Fiandre)  | 6                 |
| Francia           | 14                |
| Germania          | 11                |
| Irlanda           | 1                 |
| Italia            | 1                 |
| Norvegia          | 7                 |
| Nuova Zelanda     | 1                 |
| Paesi Bassi       | 3                 |
| Regno Unito       | 1                 |
| Spagna            | 10                |
| Sudafrica         | 3                 |
| Svezia            | 6                 |
| Svizzera          | 8                 |

### Classifiche di fine anno
| Classifica (1978) | Posizione |
| ----------------- | --------- |
| Australia         | 11        |
| Belgio (Fiandre)  | 46        |
| Germania          | 45        |
| Italia            | 3         |
| Nuova Zelanda     | 5         |
| Paesi Bassi       | 18        |
| Regno Unito       | 10        |

## Cover
Di Wuthering Heights sono state eseguite diverse cover, anche in altre lingue. È stata eseguita a cappella dal personaggio principale della serie televisiva britannica I'm Alan Partridge, interpretata da Steve Coogan, e figura anche nella colonna sonora del documentario Tupac: Resurrection, realizzato nel 2003.
Nello specchietto sottostante le altre principali cover:
| Anno | Artista                                | Album / Evento                                                                                      |
| ---- | -------------------------------------- | --------------------------------------------------------------------------------------------------- |
| 1979 | Jah Wurzel                             | Hybrid Kids - Volume 1                                                                              |
| 1980 | Pat Benatar                            | Crimes of Passion                                                                                   |
| 1983 | Mia Martini                            | Cime tempestose Miei compagni di viaggio                                                            |
| 1992 | White Bandiera                         | Tannis Roots Presents - Freedom of Choice - Yesterday's New Wave Hits as Performed by Today's Stars |
| 1993 | Angra                                  | Angels Cry                                                                                          |
| 1993 | Mr Floppy                              | The Unbearable Lightness of Being a Dickhead                                                        |
| 1996 | China Drum                             | Goosefair                                                                                           |
| 1997 | Chuck White                            | Kate Bush Covered                                                                                   |
| 1999 | E-Clypse e Jemma Price                 | A Tribute To Kate Bush                                                                              |
| 2000 | James Reyne                            | The Andrew Denton Breakfast Show Musical Challenge - Putting the World's Best to the Test           |
| 2001 | Zenîma                                 | Italian Lyrics, performed by Zenîma                                                                 |
| 2003 | Hayley Westenra                        | Pure                                                                                                |
| 2003 | Cristina Donà                          | Invisibile                                                                                          |
| 2003 | Margrét Eir                            | Heiðin há, Andartak                                                                                 |
| 2004 | Albert Niland                          | Downtown Exit                                                                                       |
| 2004 | Susan Egan                             | Coffee House                                                                                        |
| 2004 | Cristina Donà                          | Rock 'n' Roll Revolution                                                                            |
| 2004 | Mr Conte e Laura Valente               | versione house music                                                                                |
| 2005 | Birgit Schuurman                       | Sticky Tales                                                                                        |
| 2005 | The Decemberists                       | live per Picaresque                                                                                 |
| 2005 | The Ukulele Orchestra of Great Britain | Anarchy in the Ukulele                                                                              |
| 2006 | The Puppini Sisters                    | Betcha Bottom Dollar                                                                                |
| 2006 | The Sweptaways                         | Ooh aah                                                                                             |
| 2007 | Josh Pyke                              | No Man's Woman                                                                                      |
| 2008 | Elisa                                  | live Mechanical Dream Tour                                                                          |
| 2009 | Chiarastella                           | X Factor 2009, ottava puntata                                                                       |
| 2010 | Indica                                 | Precious Dark EP                                                                                    |
| 2013 | Clizia Fornasier                       | Tale e quale show                                                                                   |
| 2015 | Cosima Coppola                         | Tale e quale show                                                                                   |
| 2016 | Chiara Grispo                          | Come concorrente ad Amici e nel suo album Blind                                                     |
| 2016 | Silvia Mezzanotte                      | Tale e quale show                                                                                   |